# Bart and the Beanstalk
Bart and the Beanstalk is een computerspel gebaseerd op de animatieserie The Simpsons. Het spel werd ontwikkeld door Software Creations en uitgebracht door Acclaim Entertainment in 1993.

## Achtergrond
Het spel combineert het universum van The Simpsons met het sprookje Jaap en de bonenstaak. De speler bestuurt het personage Bart Simpson die naar de markt gaat om de koe van de familie te verkopen. Hij wordt echter opgelicht door Mr. Burns, die hem een paar zogenaamde "magische bonen" geeft in ruil voor de koe. Homer Simpson eet de bonen op, maar spuugt ze weer uit, waarna er een kolossale bonenstaak uit groeit. Bart klimt erin en belandt in een kasteel in de wolken dat bewoond wordt door een reus.

## Wapens en voorwerpen
- Katapult: Barts vaste wapen, dat kan worden versterkt door zwarte stenen te verzamelen.
- Papieren vliegtuigjes: ongewoon sterk in dit spel. Ze kunnen een vijand in een keer verslaan, en zijn daarom handig tegen de eindbazen.
- Dynamiet: wapens die maar zelden worden gevonden. Kunnen elke vijand met 1 explosie uitschakelen.
- Gouden munten: Bart moet in de meeste levels een bepaald aantal munten verzamelen voordat hij verder kan naar het volgende level.
- Gouden eieren: maken Bart tijdelijk onkwetsbaar.
- Reusachtige voorwerpen: in het level "Giant's Closet" moet Bart de gouden gans, magische harp en geldzak vinden.

## Levels
- Up The Beanstalk: het avontuur begint wanneer Bart de bonenstaak beklimt. Enorme insecten bemoeilijken de klim naar boven. De eindbaas is een enorme kever.
- Outside The Castle: een platformlevel in de wolken rondom het kasteel. Bliksem en raketten zijn de voornaamste obstakels. De eindbaas is een stormwolk.
- Giant's Cupboard: een enorme keukenkast bewoond door ratten en verlicht door kaarsen.
- Soup Du Jour: Bart belandt in de soep van de reus en moet de zoutstrooier ontwijken terwijl hij probeert te vluchten.
- Giant's Closet: in deze kast moet Bart de drie voorwerpen van de reus vinden terwijl hij door vuurvliegen wordt gehinderd.
- Escape From The Castle: Bart heeft de spullen gevonden en moet nu het kasteel uit vluchten, waarbij hij de reus voor moet blijven.
- Down The Beanstalk: Bart gebruikt een oude zak als parachute om naar beneden te vliegen. Hij moet beneden zien te komen voordat de reus hem vindt.

Homer Simpson · Marge Simpson · Bart Simpson · Lisa Simpson · Maggie Simpson · Abraham Simpson · Patty en Selma Bouvier · Jacqueline Bouvier · Mona Simpson · Santa's Little Helper · Snowball II · Familie Bouvier
Jasper Beardley · Comic Book Guy · Eddie en Lou · Maude Flanders · Ned Flanders · Professor Frink · Barney Gumble · Julius Hibbert · Lionel Hutz · Eerwaarde Lovejoy · Kapitein Horatio McCallister · Hans Moleman · Bleeding Gums Murphy · Apu Nahasapeemapetilon · Mayor Joe Quimby · Dr. Nick Riviera · Agnes Skinner · Cletus Spuckler · Squeaky Voiced Teen · Disco Stu · Moe Szyslak · Kirk Van Houten · Luann Van Houten · Chief Clancy Wiggum
Gary Chalmers · Rod en Todd Flanders · Jimbo Jones · Kearney · Edna Krabappel · Otto Mann · Nelson Muntz · Martin Prince · Seymour Skinner · Milhouse Van Houten · Ralph Wiggum · Groundskeeper Willie · andere studenten
Montgomery Burns · Carl Carlson · Lenny Leonard · Waylon Smithers
Itchy en Scratchy · Kent Brockman · Krusty de Clown · Troy McClure · Rainier Wolfcastle · Radioactive Man
Snake · Kang & Kodos · Sideshow Bob · Fat Tony
Treehouse of Horror
Bart vs. the World · Bart Simpson's Escape from Camp Deadly · The Simpsons Arcadespel · Bart vs. the Space Mutants · Bart's House of Weirdness ·Bart vs. The Juggernauts · Krusty's Fun House · Bartman Meets Radioactive Man · Bart's Nightmare · The Itchy and Scratchy Game · Virtual Bart · Bart and the Beanstalk · Itchy & Scratchy in Miniature Golf Madness · Cartoon Studio · Virtual Springfield · Night of the Living Treehouse of Horror · Bowling · Wrestling · Road Rage · Skateboarding · Hit & Run · The Simpsons Game · The Simpsons: Tapped Out
The Simpsons · The Simpsons Pinball Party
Strips: Simpsons Comics · Bart Simpson serie · Itchy & Scratchy Comics · Bart Simpson's Treehouse of Horror · Futurama/Simpsons Infinitely Secret Crossover Crisis
Tijdschrift: Simpsons Illustrated
Boeken: Bart Simpson's Guide to Life · Family Album · Library of Wisdom · Complete Guides · Planet Simpson · The Simpsons and Philosophy
Actiefiguurtjes: World of Springfield
The Simpsons Movie
Bankgrap ·
Canyonero · 
D'oh! · 
Duff Beer · 
Schoolbordgrap · 